# 布里地区沃杜瓦
布里地区沃杜瓦（法語：Vaudoy-en-Brie，法語發音：[vodwa ɑ̃ bʁi] ⓘ），或纯音译作沃杜瓦昂布里，是法国法蘭西島大區塞纳-马恩省的一个市镇，属于普罗万区。 

## 地理
布里地区沃杜瓦（48°41'19"N, 3°4'46"E）面积26.98 平方千米，位于法国法蘭西島大區塞纳-马恩省，该省份为法国北部内陆省份，北起瓦兹省，西接埃松省、马恩河谷省、塞纳-圣但尼省和瓦兹河谷省，南至卢瓦雷省，东南接约讷省，东临马恩省和奥布省，东北接埃纳省。
与布里地区沃杜瓦接壤的市镇（或旧市镇、城区）包括：阿米伊、茹伊勒沙泰勒、佩西、勒普莱西弗欧苏、图坎、万勒、博泰伊-桑。

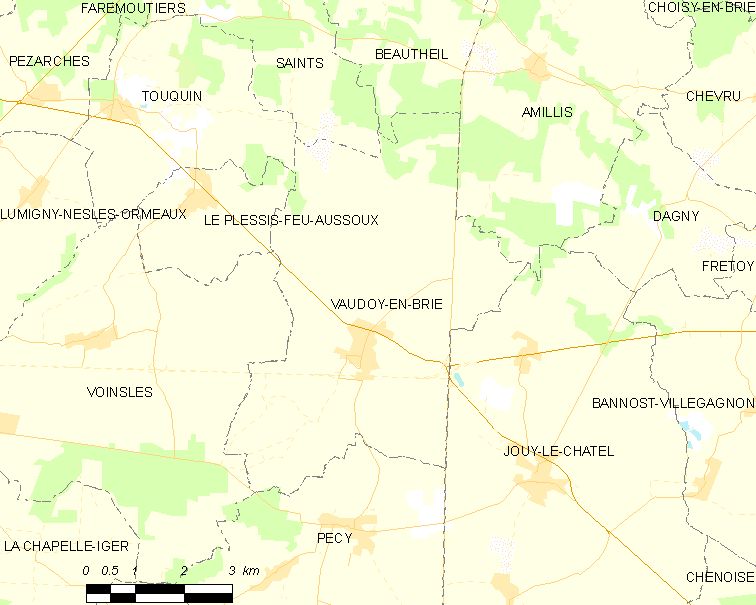
布里地区沃杜瓦的OSM定位图

布里地区沃杜瓦的时区为UTC+01:00、UTC+02:00（夏令时）。

## 行政
布里地区沃杜瓦的邮政编码为77141，INSEE市镇编码为77486。

## 政治
布里地区沃杜瓦所属的省级选区为丰特奈-特雷西尼县。

## 人口

1962-2008年间布里地区沃杜瓦人口变化图示

布里地区沃杜瓦于2022年1月1日时的人口数量为881人。